# Bruine langhaar
De bruine langhaar (Slavina appendiculata) is een ringworm uit de familie van de Naididae. De wetenschappelijke naam van de soort werd in 1855 voor het eerst geldig gepubliceerd door d'Udekem.

## Beschrijving
De bruine langhaar is een klein, bruinachtig ringwormpje met een lengte die varieert van 2 tot 20 mm. Het voorste deel heeft opvallend lange haren, met name op het zesde segment zitten 1 tot 3 bijzonder lange haren die twee keer langer zijn dan de rest. Ogen zijn en coelomocyten zijn aanwezig. De lichaamswand is papillair en vaak bedekt met kleine korreltjes zand of andere vreemde deeltjes.
Deze niet-zwemende soort komt algemeen voor in stilstaand tot langzaam stromend water die rijk is aan detritus en vegetatie.